# 来待川
来待川（きまちがわ）は、島根県松江市を流れる河川。斐伊川水系の支流である。

## 地理
島根県松江市宍道町上来待の山間部に源を発し北東に流れ、松江市宍道町西来待と松江市宍道町東来待の境界から宍道湖に注ぐ。

## 流域の自治体
島根県
松江市